# Garcia Hernandez
Garcia Hernandez là đô thị hạng 4 ở tỉnh Bohol, Philippines. Theo điều tra dân số năm 2007, đô thị này có dân số 21.308 người.

## Các đơn vị hành chính
Garcia Hernandez về mặt hành chính được chia thành 30 khu phố (barangay).
| - Abijilan - Antipolo - Basiao - Cagwang - Calma - Cambuyo - Canayaon East - Canayaon West - Candanas - Candulao - Catmon - Cayam - Cupa - Datag - Estaca | - Libertad - Lungsodaan East - Lungsodaan West - Malinao - Manaba - Pasong - Poblacion East - Poblacion West - Sacaon - Sampong - Tabuan - Togbongon - Ulbujan East - Ulbujan West - Victoria |